# Vila Nova da Barquinha
Vila Nova da Barquinha ('vilɐ 'nɔvɐ dɐ bɐɾ'kiɲɐ) è un comune portoghese di 7 610 abitanti situato nel distretto di Santarém.

## Società

### Evoluzione demografica
| Popolazione di Vila Nova da Barquinha (1849 – 2004) | Popolazione di Vila Nova da Barquinha (1849 – 2004) | Popolazione di Vila Nova da Barquinha (1849 – 2004) | Popolazione di Vila Nova da Barquinha (1849 – 2004) | Popolazione di Vila Nova da Barquinha (1849 – 2004) | Popolazione di Vila Nova da Barquinha (1849 – 2004) | Popolazione di Vila Nova da Barquinha (1849 – 2004) | Popolazione di Vila Nova da Barquinha (1849 – 2004) | Popolazione di Vila Nova da Barquinha (1849 – 2004) |
| --------------------------------------------------- | --------------------------------------------------- | --------------------------------------------------- | --------------------------------------------------- | --------------------------------------------------- | --------------------------------------------------- | --------------------------------------------------- | --------------------------------------------------- | --------------------------------------------------- |
| 1849                                                | 1900                                                | 1930                                                | 1960                                                | 1981                                                | 1991                                                | 2001                                                | 2004                                                |                                                     |
| 3034                                                | 4336                                                | 9011                                                | 6547                                                | 8167                                                | 7553                                                | 7610                                                | 7878                                                |                                                     |

## Amministrazione

### Gemellaggi
- Dissay
- Madone

## Freguesias
- Atalaia
- Moita do Norte (Vila Nova da Barquinha)
- Praia do Ribatejo
- Tancos
- Vila Nova da Barquinha